# (11636) Pezinok
(11636) Pezinok est un astéroïde de la ceinture principale.

## Description
(11636) Pezinok est un astéroïde de la ceinture principale. Il fut découvert le 27 décembre 1996 à Modra par Adrián Galád et Alexander Pravda. Il présente une orbite caractérisée par un demi-grand axe de 2,53 UA, une excentricité de 0,12 et une inclinaison de 7,3° par rapport à l'écliptique.

## Compléments